# Епархия Дуки-ди-Кашиаса
Епархия Дуки-ди-Кашиаса (лат. Dioecesis Caxiensis) — епархия Римско-католической церкви c центром в городе Дуки-ди-Кашиас, Бразилия. Епархия Дуки-ди-Кашиаса входит в митрополию Сан-Себастьян-до-Рио-де-Жанейро. Кафедральным собором епархии Дуки-ди-Кашиаса является собор святого Антония Падуанского.

## История
11 октября 1980 года Римский папа Иоанн Павел II издал буллу Qui divino consilio, которой учредил епархию Дуки-ди-Кашиаса, выделив её из епархий Нова-Игуасу и Петрополиса.

## Ординарии епархии
- епископ Mauro Morelli (25.03.1981 — 30.03.2005);
- епископ José Francisco Rezende Dias (30.03.2005 — 30.11.2011) — назначен архиепископом Нитероя;
- епископ Tarcísio Nascentes dos Santos (1.08.2012 — по настоящее время).

## Источник
- Annuario Pontificio, Libreria Editrice Vaticana, Città del Vaticano, 2003, ISBN 88-209-7422-3
- Булла Qui divino consilio  (лат.)